# Gunnera saint-johnii
Gunnera saint-johnii là một loài thực vật có hoa trong họ Dương nhị tiên. Loài này được (L.E.Moro) L.E.Moro mô tả khoa học đầu tiên năm 1984.